# Owenia petersenae
Owenia petersenae är en ringmaskart som beskrevs av Koh och Bhaud 2003. Owenia petersenae ingår i släktet Owenia och familjen Oweniidae.
Artens utbredningsområde är havet kring Nya Zeeland. Inga underarter finns listade i Catalogue of Life.